# Steinkreuznest bei Reicholzheim

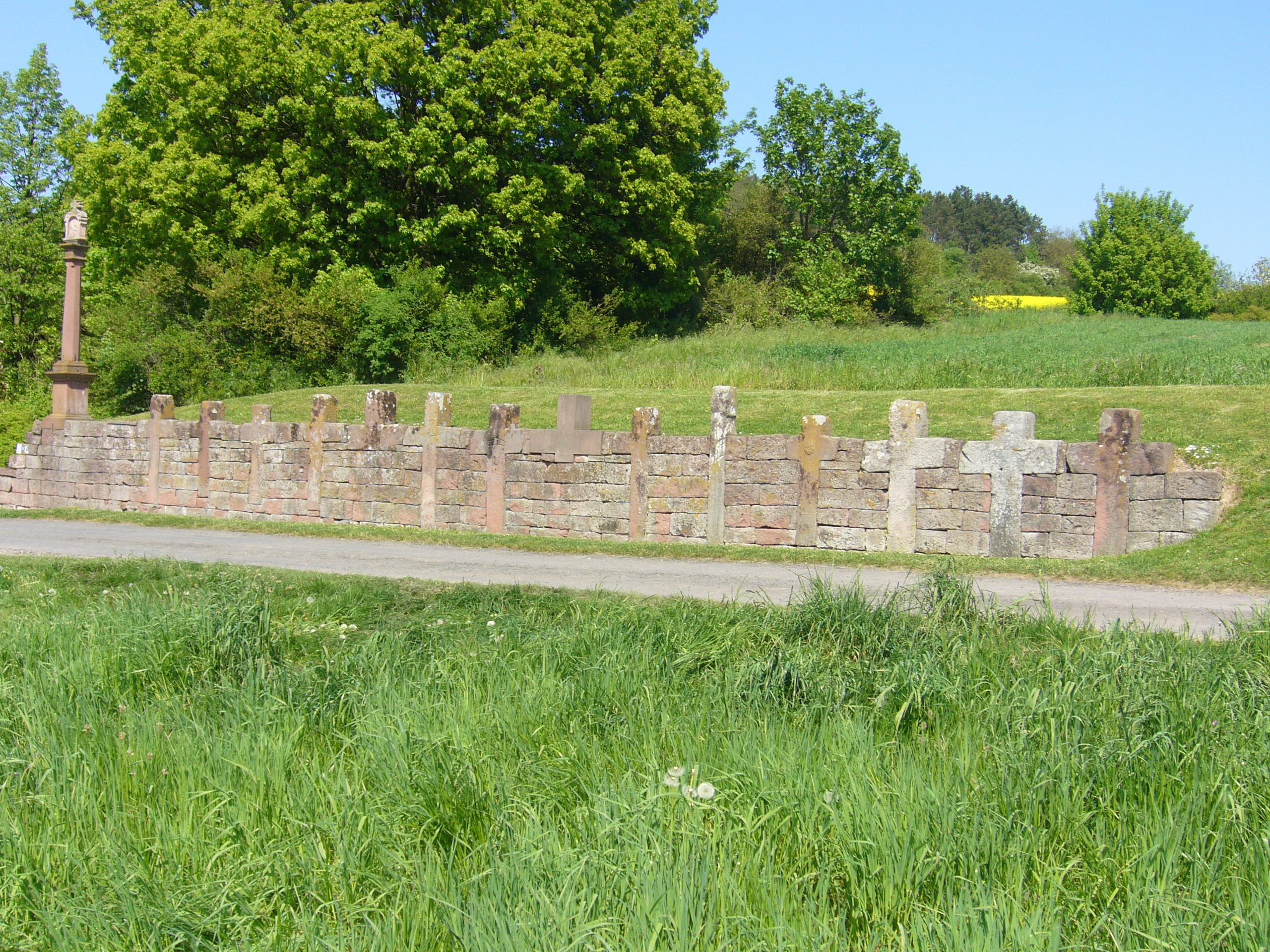
Das Steinkreuznest bei Reicholzheim

Das Steinkreuznest bei Reicholzheim ist die größte Steinkreuzansammlung Süddeutschlands, mit 14 Steinkreuzen aus Sandstein, die in einer Sandsteinstützmauer eingebettet sind. Das Steinkreuznest befindet sich am alten Höhenweg zwischen Reicholzheim und Bronnbach. Laut Fränkische Nachrichten sei eines der größten Steinkreuznester der Welt in Reicholzheim zu entdecken.

## Darstellung
Acht der vierzehn Steinkreuze sind mit verschiedenen Zeichen versehen. Es treten folgende Zeichen auf: Schwerter, Dolchmesser, Hammer, Lilie und ein Krug oder ein Hafen. Neben den Steinkreuzen befindet sich ein Bildstock aus dem Jahre 1722, der von Simon Werlein († 1730) aus Wittighausen, der als Koch im Kloster Bronnbach gearbeitet hat, mit seiner Bronnbacher Frau Apollonia (geb. Kuhn 1675–1752) zu Ehren Gottes gestiftet worden ist. Daher steht auf dem Bildstock folgende Inschrift: „ZU EHREN GOTTES UND MARIÄ HAT SIMON WERLEIN ABTEI KOCH MIT APOLLONIA SEINE HAUSFRAU DIES BILD SETZEN LASSEN.“

## Sage

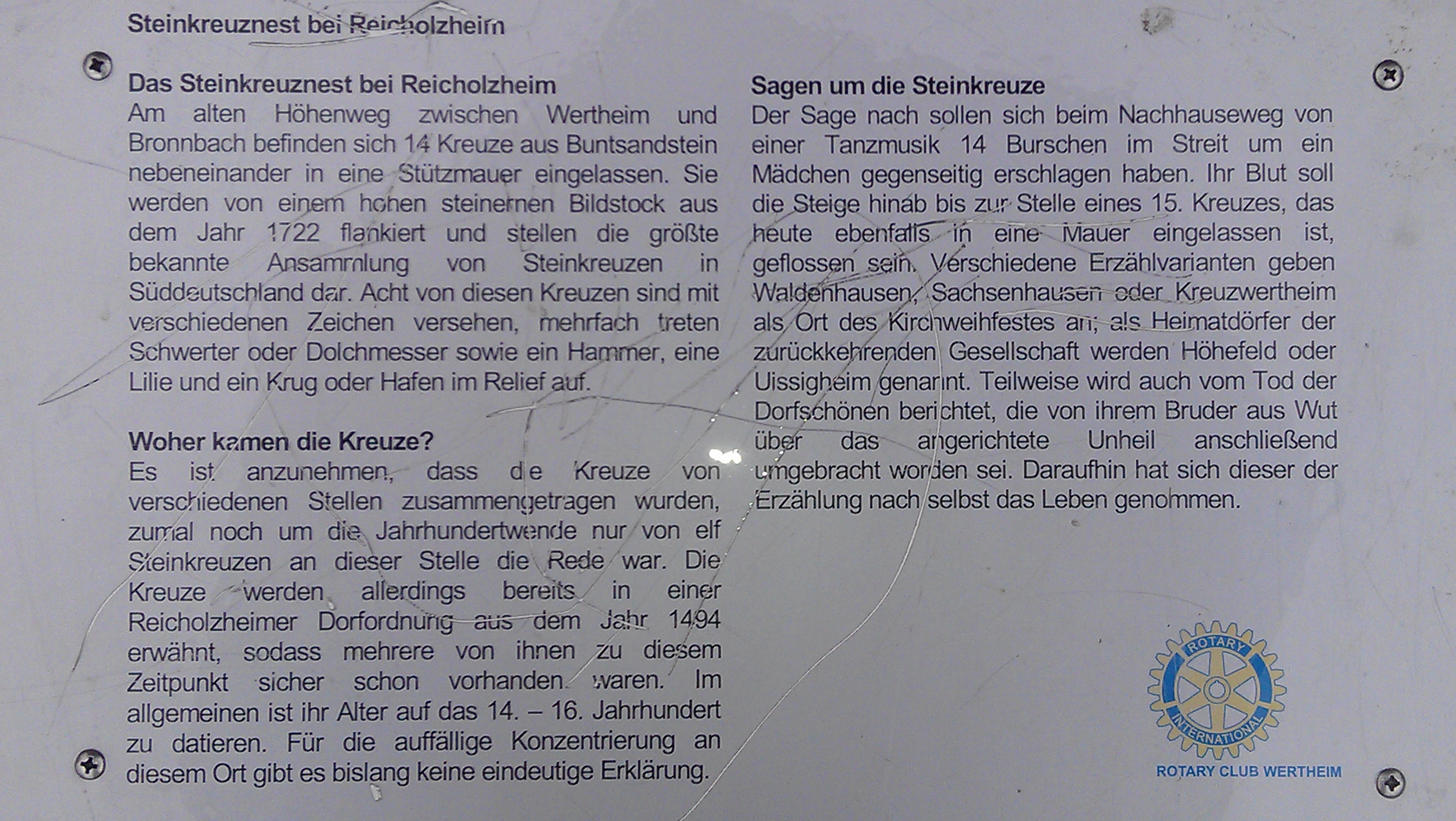
Hinweisschild zum Steinkreuznest

Um das Steinkreuznest rankt sich folgende Sage: Es sollen neun bis zwölf junge Höhefelder Burschen mit einem schönen Mädchen von der Kirchweihe in Waldenhausen heimgegangen sein. Bei Reicholzheim gerieten sie wegen des schönen Mädchens in Streit. Während dieses Streits sollen alle Burschen bis auf einen und das Mädchen getötet worden sein. Der eine Bursche, der überlebte, soll bis zur Gamburger Steige gelaufen sein, wo er sich selbst umbrachte. Unterhalb von dem Steinkreuznest steht noch ein weiteres Steinkreuz, bis zu dem das Blut des Streits geflossen sein soll. Davon leicht abweichend gibt es verschiedene Varianten der Sage, in denen sich bis zu 14 Burschen im Streit um eine Dorfschönheit gegenseitig erschlagen haben sollen. Bis heute soll es bei den Kreuzen nachts spuken, so die Sage Die Kreuze oberhalb Reicholzheim.

## Historischer Hintergrund

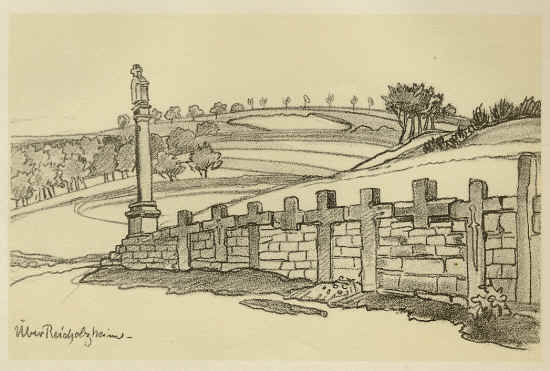
Das Steinkreuznest in der Kunst

Historisch sind die Steinkreuze aus verschiedenen Orten zusammengetragen worden und wurden dort aufgestellt. In einer Dorfordnung von 1494 sind die Steinkreuze erstmals erwähnt, sodass anzunehmen ist, dass zu diesem Zeitpunkt schon eine erste Ansammlung von Kreuzen dort zu finden war. Im Allgemeinen ist das Alter der Steinkreuze zwischen dem 14. und 16. Jahrhundert zu datieren, ein historischer Hintergrund, warum diese Steinkreuze dort angesiedelt wurden, ist bisher nicht bekannt. Ein angrenzender Flurname „Streitacker“ wäre ein Hinweis auf lang andauernde Besitzstreitigkeiten, die möglicherweise mit Blutrache verbunden, den realen Hintergrund bilden könnten.